# Jozefína Dankovičová
Jozefína Dankovičová (24. ledna 1926 – ???) byla slovenská a československá politička a poúnorová bezpartijní poslankyně Národního shromáždění ČSR.

## Biografie
Ve volbách roku 1954 byla zvolena do Národního shromáždění ve volebním obvodu Nitra-Nové Zámky-Šaľa-Šurany jako bezpartijní kandidátka. V parlamentu setrvala až do konce funkčního období, tedy do voleb roku 1960. K roku 1954 se profesně uvádí jako členka JZD Poľný Kesov.